# Look at Us
| Оценки критиков | Оценки критиков |
| Источник        | Оценка          |
| --------------- | --------------- |
| AllMusic        | [ 1 ]           |

Look at Us — второй студийный альбом американского поп-дуэта Сонни и Шер, выпущенный в 1965 году, на лейбле Atco Records.
После выхода сингла «I Got You Babe», который сумел достичь первого места по обе стороны Атлантики, Сонни Боно вместе со своей супругой Шер смог извлечь выгоду из своего успеха, выпустив в августе 1965 года альбом Look at Us. Диск достиг второго места в чарте Billboard 200 и оставался там на протяжении восьми недель, в то время как в чартах Великобритании альбому удалось достичь первого места. Также определённым успехом с этого диска пользовались синглы «Just You» и «The Letter», которые в чарте Billboard Hot 100 смогли достичь лишь только пятого места.

## Список композиций

### Сторона A
1. «I Got You Babe» (Cher, Sonny Bono) — 3:12
2. «Unchained Melody» (Hy Zaret, Alex North) — 3:52
3. «Then He Kissed Me» (Phil Spector, Ellie Greenwich, Jeff Barry) — 2:56
4. «Sing C’est la Vie» (Sonny Bono, Charles Green, Bob Stone) — 3:39
5. «It’s Gonna Rain» (Sonny Bono) — 2:24
6. «500 Miles[англ.]» (Hedy West) — 3:55

### Сторона Б
1. «Just You» (Sonny Bono) — 3:36
2. «The Letter» (Don Harris, Dewey Terry) — 2:09
3. «Let It Be Me (song)[англ.]» (Gilbert Bécaud, Mann Curtis, Pierre Delanoë) — 2:25
4. «You Don't Love Me (Willie Cobbs song)[англ.]» (Bo Diddley, Willie Cobbs) — 2:32
5. «You’ve Really Got a Hold on Me» (Smokey Robinson) — 2:24
6. «Why Don’t They Let Us Fall in Love» (Phil Spector, Ellie Greenwich, Jeff Barry) — 2:29

## Позиция в чартах
| Чарт (1965)      | Позиция |
| ---------------- | ------- |
| UK Albums Chart  | 1       |
| US Billboard 200 | 2       |

## Участники записи
- Ведущий вокал: Шер
- Ведущий вокал: Сонни Боно
- Фрэнк Капп — ударные
- Барни Кессел — гитара
- Дон Рэнди[англ.] — фортепиано
- Лайл Ритц — бас-гитара
- Стив Манн — гитара
- Хэл Блэйн[англ.] — ударные
- Гарольд Баттист[англ.] — фортепиано
- Монте Данн — гитара
- Джин Эстес — перкуссионные
- Клифф Хиллс — бас-гитара
- Дональд Пик — гитара
- Майкл Рубини[англ.] — клавесин
- Брайан Стоун — перкуссионные

### Производство
- Продюсер: Сонни Боно
- Звукоинженер: Стэн Росс
- Аранжировки: Харольд Баттист Мл.